# Tłuszcz (ville)
Pour les articles homonymes, voir Tłuszcz.

Tłuszcz (prononciation : [twuʂt͡ʂ]) est une ville polonaise de la gmina de Tłuszcz dans le powiat de Wołomin de la voïvodie de Mazovie dans le centre-est de la Pologne.
Elle est le siège administratif de la gmina de Tłuszcz.
Elle s'étend sur 7,91 km2 et comptait 7960 habitants en 2012.
De 1975 à 1998, le village appartenait administrativement à la voïvodie d'Ostrołęka.

## Histoire
Le village a été établi au XVe siècle et obtient son statut de ville en 1967.

## Source
- (en) Cet article est partiellement ou en totalité issu de l’article de Wikipédia en anglais intitulé « Tłuszcz » (voir la liste des auteurs).